# Sparasion bilaminatum
Sparasion bilaminatum är en stekelart som beskrevs av Marshall 1913. Sparasion bilaminatum ingår i släktet Sparasion och familjen Scelionidae. Inga underarter finns listade i Catalogue of Life.